# WD 1859+148
WD1859+148 is een witte dwerg met spectraaltype DO, dat wil zeggen blauw van kleur. Ze heeft de uitzonderlijk kleine diameter van 4300 km, wat haar dicht bij de Chandrasekhar-limiet van 1,4 zonsmassa brengt. De exacte waarde van de massa hangt af van de inwendige samenstelling: als ze vooral uit koolstof of zuurstof bestaat, dan weegt ze 1,34 tot 1,36 zonsmassa; bestaat het inwendige vooral uit zuurstof en neon, dan bedraagt de massa 1,33 tot 1,35 zonsmassa.
De Amerikaanse sterrenkundigen I. Caiazzo, K. Burdge en J. Fuller maten op 18 augustus 2020 de helderheidsveranderingen van deze ster met behulp van de CHIMERA-lichtmeter achter de Haletelescoop en leidden daaruit af dat WD1859+148 om de 7 minuten om haar as draait. Uit spectroscopische analyse blijkt dat het magneetveld aan het oppervlak 60 000 tot 90 000 tesla bedraagt, een uitzonderlijk hoge waarde voor een ster (maar nog steeds veel zwakker dan het magneetveld van een neutronenster).

## Bron
Doom, Claude  (april 2022). Maak kennis met WD 1859+148. Heelal  67 (4): 4-7. ISSN:0772-6422